# Australian Championships 1961
Gli Australian Championships 1961 (conosciuto oggi come Australian Open) sono stati la 49ª edizione degli Australian Championships e prima prova stagionale dello Slam per il 1961. Si è disputato dal 20 al 30 gennaio 1961 sui campi in erba al Kooyong Stadium di Melbourne in Australia. Il singolare maschile è stato vinto dall'australiano Roy Emerson, che si è imposto sul connazionale Rod Laver in 4 set. Il singolare femminile è stato vinto dall'australiana Margaret Court, che ha battuto la connazionale Jan Lehane O'Neill in 2 set. Nel doppio maschile si è imposta la coppia formata da Rod Laver e Bob Mark, mentre nel doppio femminile hanno trionfato Mary Carter Reitano e Margaret Smith Court. Il doppio misto è stato vinto da Jan Lehane O'Neill e Bob Hewitt.

## Risultati

### Singolare maschile
Roy Emerson ha battuto in finale  Rod Laver 1-6, 6-3, 7-5, 6-4

### Singolare femminile
Margaret Court ha battuto in finale  Jan Lehane O'Neill  6-1, 6-4

### Doppio maschile
Rod Laver /  Bob Mark hanno battuto in finale  Roy Emerson /  Marty Mulligan, 6-3, 7-5, 3-6, 9-11, 6-2

### Doppio femminile
Mary Carter Reitano /  Margaret Smith Court hanno battuto in finale  Mary Bevis Hawton /  Jan Lehane O'Neill, 6-4, 3-6, 7-5

### Doppio misto
Jan Lehane O'Neill /  Bob Hewitt hanno battuto in finale  Mary Carter Reitano /  John Pearce 9-7, 6-2